# Andert-et-Condon
Andert-et-Condon ist eine französische Gemeinde mit 335 Einwohnern (Stand: 1. Januar 2022) im Département Ain in der Region Auvergne-Rhône-Alpes. Sie gehört zum Arrondissement Belley und zum Kanton Belley.

## Geografie
Die Gemeinde Andert-et-Condon liegt in der Landschaft Bugey in den südwestlichsten Ausläufern des Jura, sechs Kilometer nordwestlich von Belley. Die östliche Gemeindegrenze markiert der Fluss Furans.

## Bevölkerungsentwicklung
| Jahr                       | 1962 | 1968 | 1975 | 1982 | 1990 | 1999 | 2006 | 2013 | 2020 |
| Einwohner                  | 166  | 159  | 184  | 276  | 262  | 275  | 319  | 337  | 324  |
| Quellen: Cassini und INSEE |      |      |      |      |      |      |      |      |      |

## Sehenswürdigkeiten

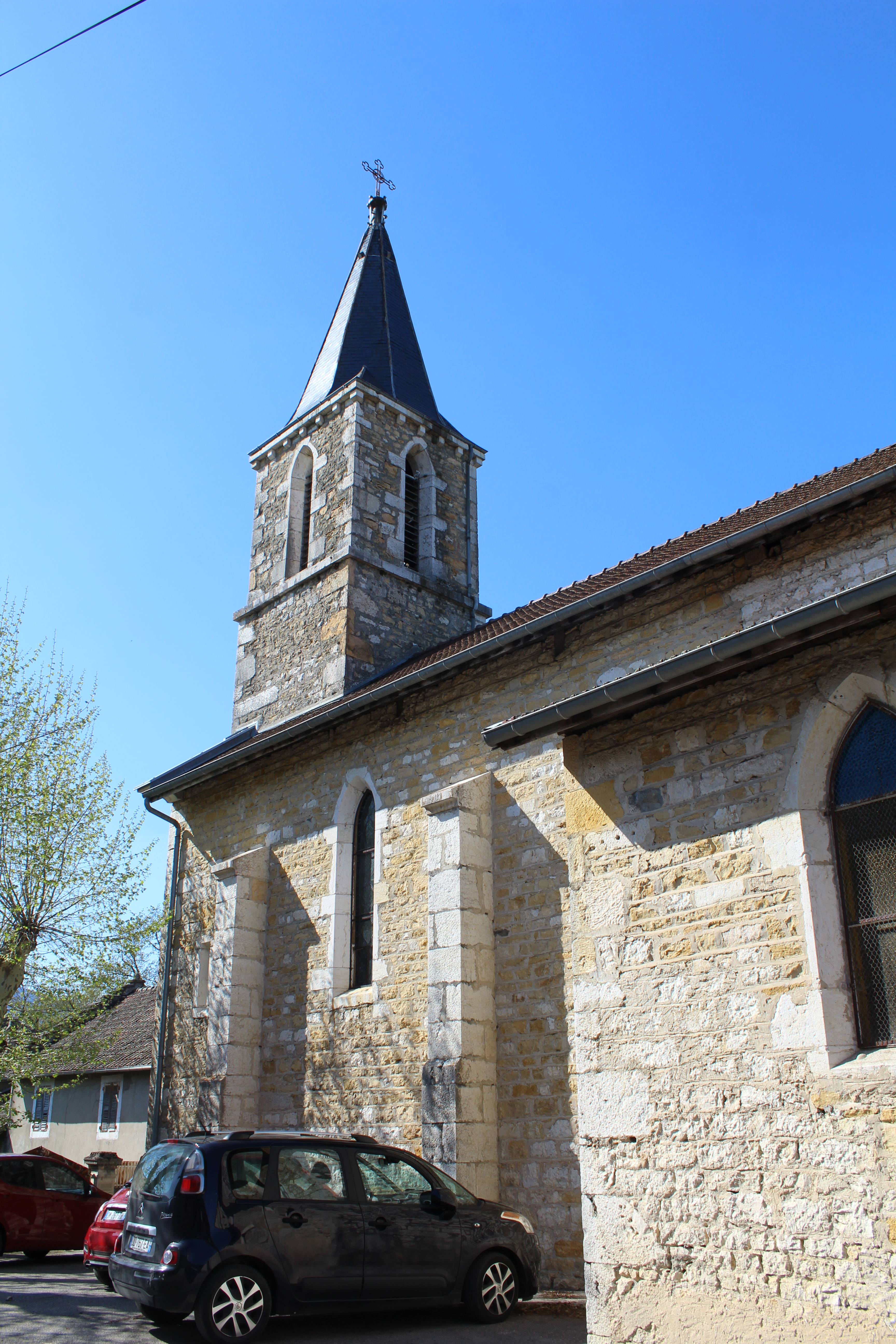
Kirche Saint-Théodule
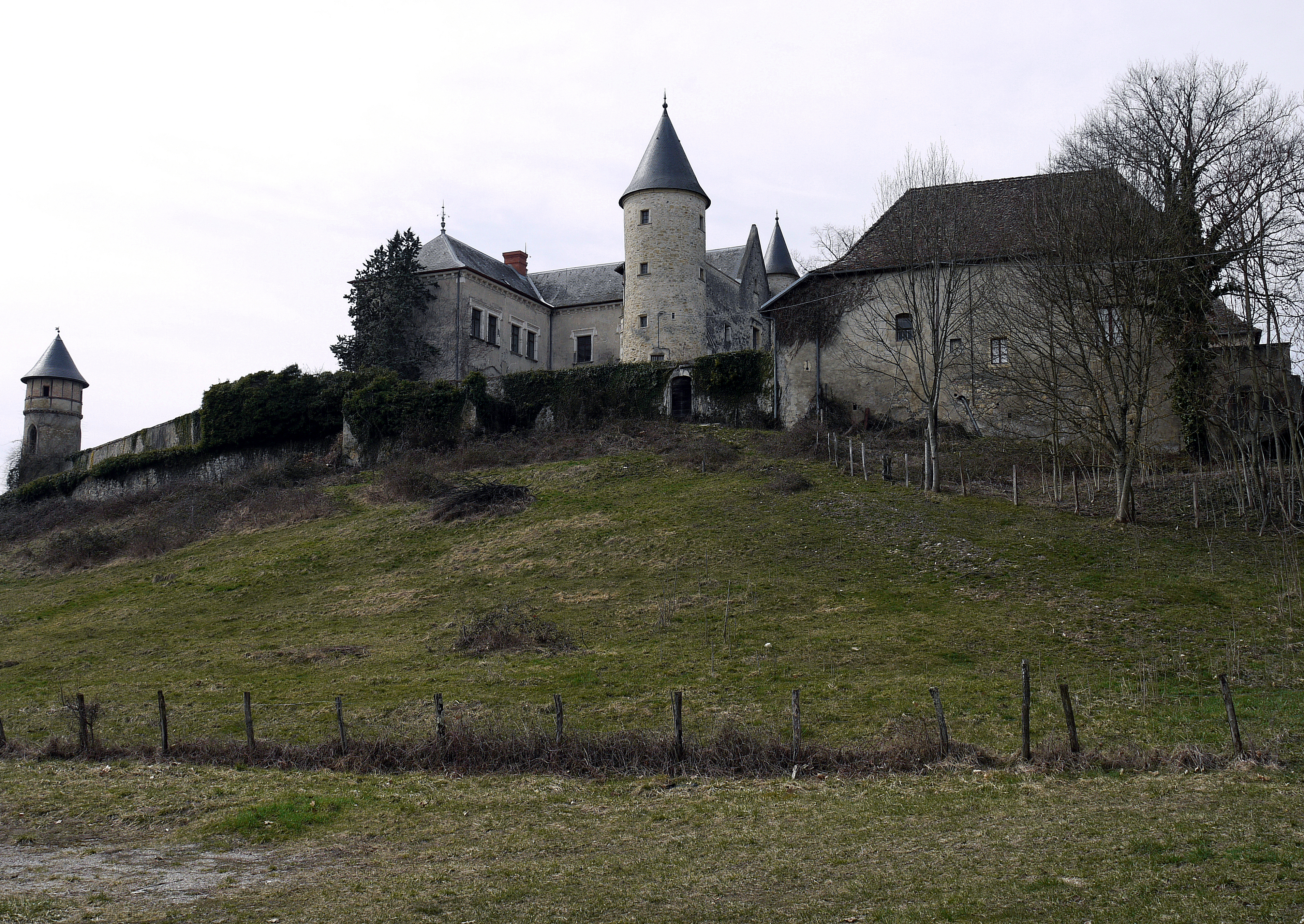
Schloss
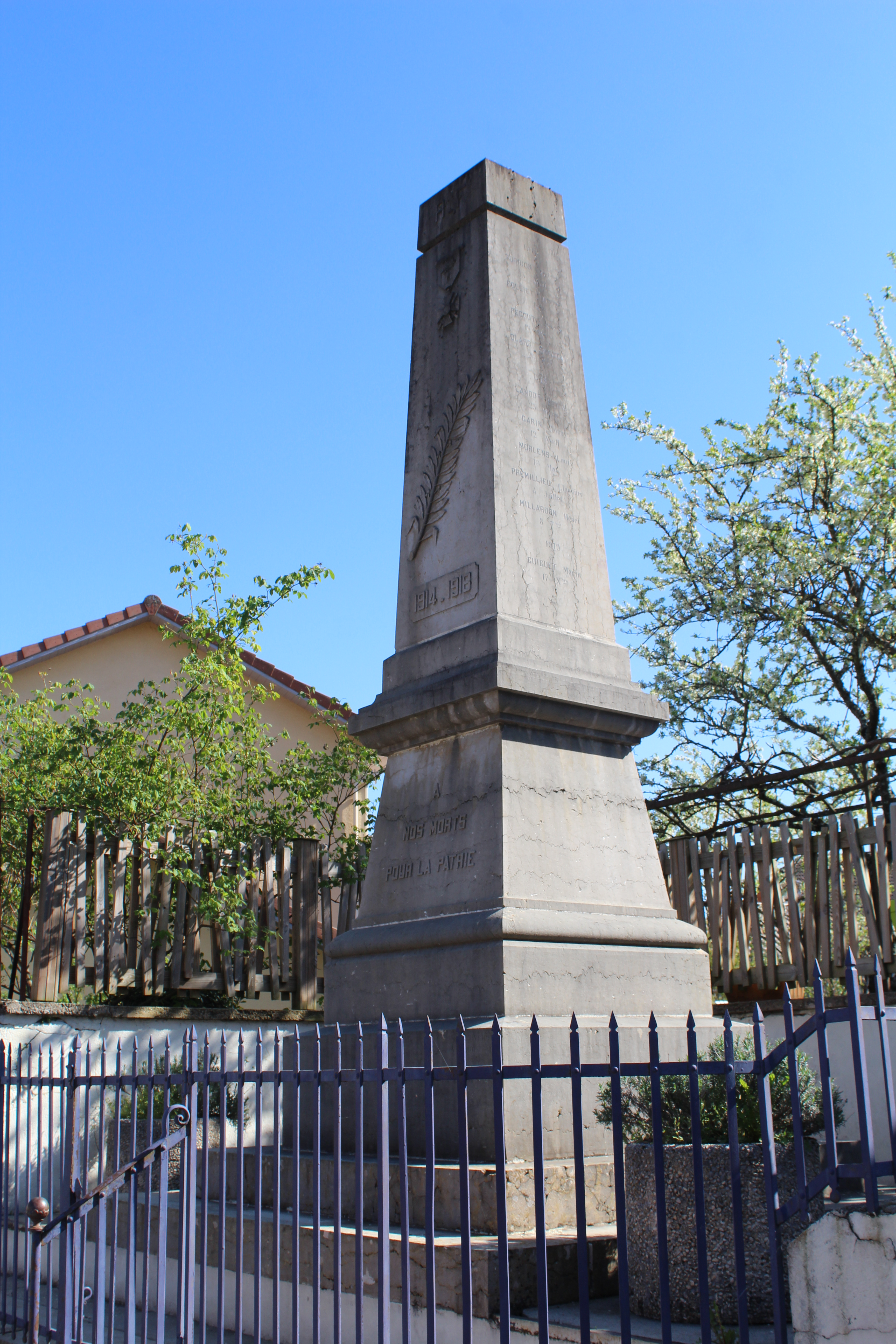
Gefallenendenkmal

- Schloss in Andert-et-Condon

- Kirche Saint-Théodule
- Schloss
- Gefallenendenkmal